# Apple One
Apple One là một gói đăng ký tập hợp nhiều dịch vụ cao cấp của Apple Inc. thành các gói theo tầng được cung cấp lần đầu tiên vào cuối năm 2020. Ba tầng này bao gồm Cá nhân, Gia đình và Premium. Tất cả đều cung cấp quyền truy cập vào Apple Music, Apple TV+, Apple Arcade và bộ nhớ iCloud (50 GB cho gói Cá nhân, 200 GB cho gói Gia đình và 2 TB cho gói Premium). Tầng Premium còn bao gồm Apple News+ và Apple Fitness+. Cả hai gói Gia đình và Premium đều cho phép chia sẻ gia đình với tối đa sáu tài khoản. Người dùng có thể mua thêm dung lượng iCloud ngoài gói Apple One.

## Mô tả
Apple One được công bố vào ngày 15 tháng 9 năm 2020 trong sự kiện Apple và sau đó ra mắt toàn cầu vào ngày 30 tháng 10. Kế hoạch về một gói dịch vụ đã được Apple phát triển trong nhiều năm như một phần trong nỗ lực tăng doanh thu từ dịch vụ và giảm sự phụ thuộc vào doanh số bán phần cứng.
Gói đăng ký này nhóm các dịch vụ cao cấp của Apple Inc. thành các gói theo tầng. Ba tầng được cung cấp gồm Cá nhân, Gia đình và Premium. Tất cả đều mang đến quyền truy cập vào Apple Music, Apple TV+, Apple Arcade và bộ nhớ iCloud (50 GB cho Cá nhân, 200 GB cho Gia đình và 2 TB cho Premium). Tầng Premium còn bổ sung thêm Apple News+ và Apple Fitness+. Cả hai gói Gia đình và Premium đều cho phép chia sẻ gia đình với tối đa sáu tài khoản. Người dùng có thể mua thêm dung lượng iCloud ngoài gói Apple One.
Các gói đăng ký Apple One được thiết kế để thu hút người dùng sử dụng những dịch vụ mà họ có thể chưa từng cân nhắc đăng ký trước đây như Apple Arcade hay Apple News+ bằng cách cung cấp chúng cùng nhau với mức giá ưu đãi.
Tại thời điểm ra mắt dịch vụ có giá $14.95/tháng cho gói Cá nhân, $19.95/tháng cho gói Gia đình và $29.95/tháng cho gói Premium. Với mức giá này, nếu người dùng dự định trả riêng lẻ cho từng dịch vụ trong gói Cá nhân thì sẽ tiết kiệm được khoảng $6 mỗi tháng khi chọn Apple One ở tầng Cá nhân. Theo cùng cách tính, người dùng tầng Gia đình sẽ tiết kiệm $8 mỗi tháng và tầng Premium tiết kiệm khoảng $25 mỗi tháng.
Hiện tại, Apple One có giá $19.95/tháng cho gói Cá nhân, $25.95/tháng cho gói Gia đình và $37.95/tháng cho gói Premium. Với mức giá này, giả sử người dùng muốn mua các dịch vụ riêng lẻ thì gói Cá nhân giúp tiết kiệm khoảng $9 mỗi tháng, gói Gia đình tiết kiệm $11 mỗi tháng và gói Premium tiết kiệm $29 mỗi tháng.

## Tăng giá
Vào ngày 24 tháng 10 năm 2022, Apple thông báo sẽ tăng giá gói đăng ký Apple One (cùng với Apple Music và Apple TV+) tại nhiều khu vực. Gói Cá nhân tăng 2 USD lên 16,95 USD/tháng, gói Gia đình tăng 3 USD lên 22,95 USD/tháng và gói Premium tăng 3 USD lên 32,95 USD/tháng.
Với mức giá này nếu người dùng dự định mua các dịch vụ riêng lẻ thì gói Cá nhân giúp tiết kiệm khoảng 7 USD mỗi tháng, gói Gia đình tiết kiệm 8 USD mỗi tháng và gói Premium tiết kiệm 24 USD mỗi tháng.
Vào ngày 3 tháng 11 năm 2023, Apple tiếp tục tăng giá gói đăng ký Apple One. Gói Cá nhân tăng thêm 3 USD lên 19,95 USD/tháng, gói Gia đình tăng 3 USD lên 25,95 USD/tháng và gói Premium tăng 5 USD lên 37,95 USD/tháng.
Theo mức giá hiện tại nếu người dùng chọn mua các dịch vụ riêng lẻ thì gói Cá nhân giúp tiết kiệm khoảng 9 USD mỗi tháng, gói Gia đình tiết kiệm 11 USD mỗi tháng và gói Premium tiết kiệm 29 USD mỗi tháng.

## Đón nhận
The Verge đã so sánh dịch vụ này với Amazon Prime, nhờ cách nó kết hợp Amazon Prime Video và Amazon Music. CNET nhấn mạnh rằng điểm thu hút lớn nhất của dịch vụ nằm ở việc tích hợp iCloud.

### Phản ứng từ đối thủ cạnh tranh
Spotify đã bày tỏ lo ngại rằng Apple có thể đang lợi dụng vị thế thống lĩnh thị trường khi cho rằng Apple One khiến các đối thủ gặp bất lợi vì người tiêu dùng được khuyến khích sử dụng dịch vụ của Apple thay vì các lựa chọn thay thế khác do Apple kiểm soát nền tảng iOS. Spotify kêu gọi các cơ quan quản lý cạnh tranh hành động vì họ tin rằng hành vi này nên được coi là chống cạnh tranh và cần chịu sự hạn chế cùng các quy định cụ thể.